# Sabratha
 (février 2009).
Si vous disposez d'ouvrages ou d'articles de référence ou si vous connaissez des sites web de qualité traitant du thème abordé ici, merci de compléter l'article en donnant les références utiles à sa vérifiabilité et en les liant à la section « Notes et références ».
Pour la ville moderne, voir Sabratha (Libye).
Sabratha est une des plus importantes villes de la Tripolitaine (Afrique romaine), située dans ce qui est aujourd’hui la Libye occidentale. À l'époque antique, elle formait avec Oea et Leptis Magna un trio de villes qui a donné son nom à la Tripolitaine. Le site archéologique a été inscrit sur la liste du patrimoine mondial de l'UNESCO en 1982.

## Localisation
L'antique Sabratha est située sur la côte méditerranéenne, à environ 1,5 km au nord-ouest de la ville moderne de Sabratha.
À 70 kilomètres à l'ouest de l'actuelle Tripoli, la cité constituait le point de départ de la route qui s'enfonçait vers le sud et le djebel tripolitain et, au-delà, vers Ghadamès et le centre de l'Afrique.

Localisation de Sabratha dans l'Afrique romaine

## Histoire

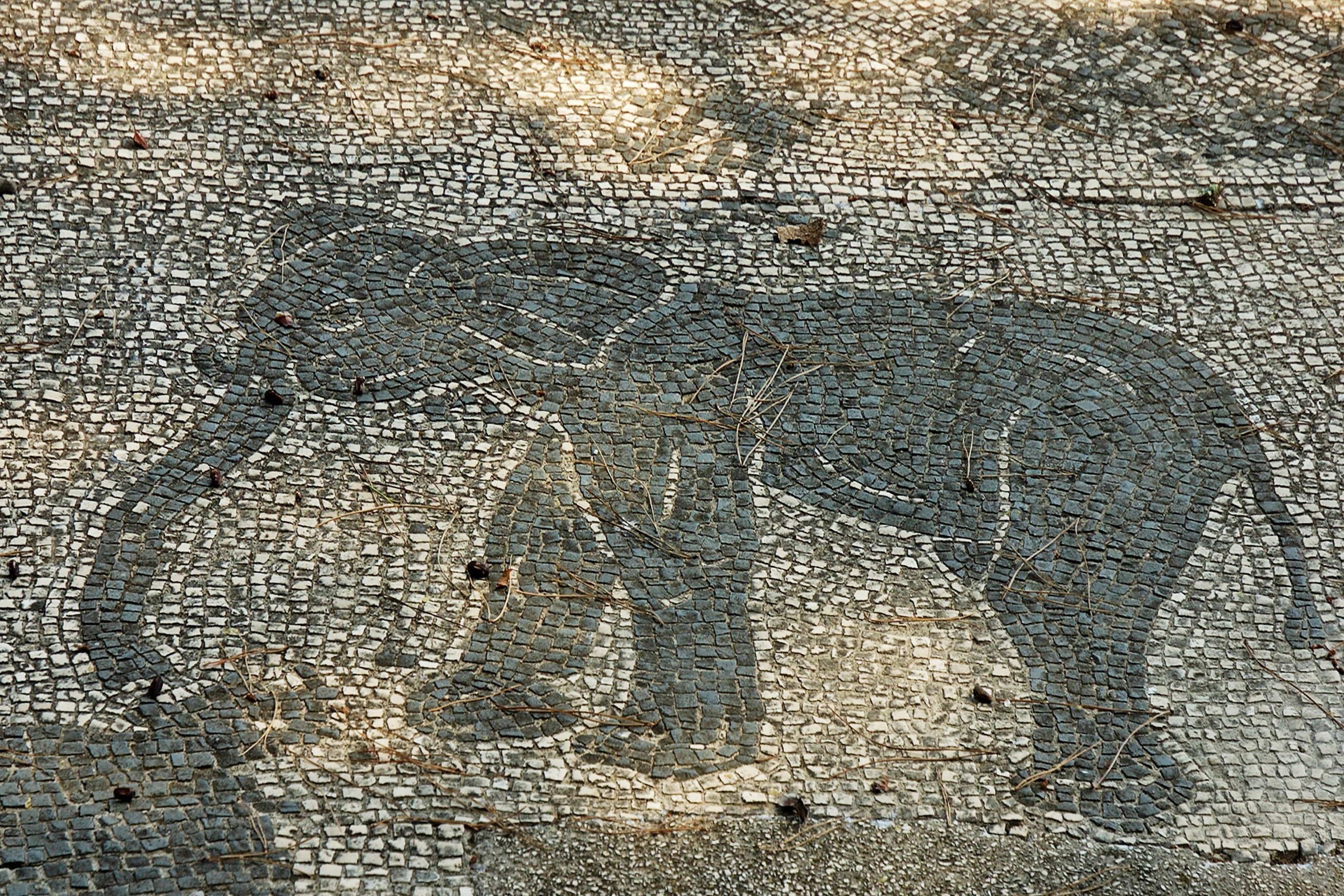
Détail de la mosaïque de la représentation de Sabratha sur la place des Corporations d'Ostie

Cette situation explique que les Carthaginois y fondèrent un établissement permanent, au IVe siècle av.J.-C. La cité punique prospéra et passa sous l'autorité de Massinissa et de ses successeurs à la tête du royaume numide, avant de se ranger du côté de Rome en 111 av. J.-C. C'est de cette période que date le réseau urbain avec un quadrillage régulier qui allait du port au marché, le futur forum. Sabratha possédait une importante nécropole où l'on peut encore admirer deux grands mausolées du IIe siècle av. J.-C..
Sous l'empire la cité  accéda au rang de municipe puis devint colonie romaine en 157.
Les marchands de Sabratha tenaient une place de choix à Ostie, le port de Rome, où le bureau de la place des Corporations s'ornait d'une mosaïque représentant un éléphant, preuve de l'importance du commerce transsaharien qui transitait par ce port, notamment pour l'envoi de bêtes sauvages destinées aux jeux du cirque.

Plan du site

Une mission archéologique italienne a beaucoup œuvré sur le site dans les années 1920, elle a fouillé et en partie reconstitué les vestiges visibles aujourd'hui. Max Mallowan, éminent archéologue britannique, second époux d'Agatha Christie a été présent sur le site en 1943.

## Le site archéologique
Les vestiges phéniciens sont ceux d'une cité fortifiée aux rues au tracé irrégulier. Puis à partir du Ier siècle av. J.-C.  la ville romaine se développe vers le Sud selon un plan rectangulaire de type romain. Puis dans la seconde moitié du IIe siècle l'expansion se fit vers l'Est selon un plan directeur identique, là le principal monument public était le théâtre.

Panorama de Sabratha.

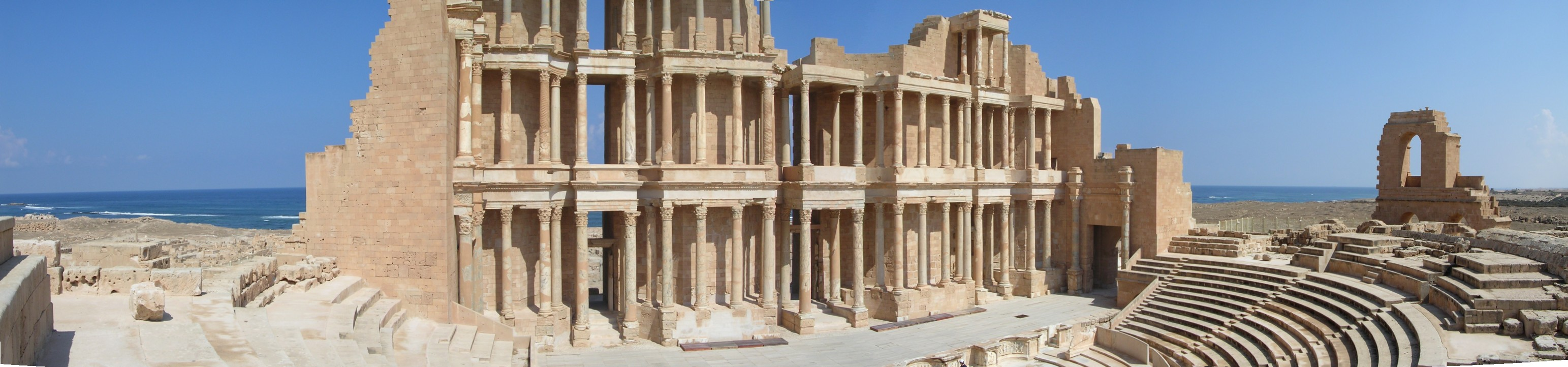
Théâtre antique face à la mer.

### Monuments de l'époque libyco-punique

#### Mausoléelibyco-punique deBès
Le bâtiment  d'architecture libyco-punique avec des emprunts hellénistiques, en grande partie reconstruit par les archéologues libyens, a été daté du IIe siècle av. J.-C. Il possède de forts caractères similaires au mausolée libyco-punique de Dougga.

#### Untophetnéo-punique
Un tophet néo-punique a également été fouillé.

### Monuments de l'époque romaine

#### Leforum
Le forum était bordé à l'origine d'une rangée de petites boutiques (tabernae).

#### Le temple deLiber Pater
Liber Pater est le Dionysos phénicien, l'un des dieux tutélaires de la famille de Septime Sévère. Les trois hautes colonnes appartiennent vraisemblablement à un temple construit ou reconstruit sous son règne. Elles sont en grès et non en marbre, inexistant en Afrique du Nord à l'époque, coiffées de chapiteaux corinthiens, simples tambours de grès camouflés sous des motifs en stuc.
Ces colonnes se dressent sur un podium auquel on accédait par un large escalier orienté d'Ouest en Est.
L'ensemble est érigé à l'extrémité orientale du forum.
A l'est de la basilique s'ouvrait en effet une petite zone découverte reliée à deux complexes religieux datant de l'époque des Antonins. L'un dédié à Marc Aurèle et à Lucius Verus, l'autre à un dieu inconnu. En face de l'angle nord-ouest du form, un autre temple, voué à la vénération du dieu Sérapis, était également bordé d'arcades. Plus loin, au bord de la mer, une cour entourée d'arcades sur ses quatre côtés encadrait le temple d'Isis, auquel on accédait par un simple escalier. 

#### Le temple d'Isis
Fouillé à partir de 1934, le temple d'Isis a été identifié grâce à une inscription découverte en deux fois en 1937 et en 1943, puis par des représentations des divinités Isis, Sérapis et Harpocrate.

#### Le théâtre
Le monument le plus important du site est le théâtre romain localisé dans la partie Est du site. La date de construction non connue de façon certaine peut être située entre les IIe et le IIIe siècle apr. J.-C. Les archéologues ont calculé qu'il pouvait accueillir 5 000 spectateurs. Quand les Italiens entreprirent les fouilles en 1927, ce n'était qu'un monticule de sable et de maçonnerie. Il doit sa stature monumentale actuelle à un minutieux travail de restauration (anastylose) achevé en 1937, qui a en grande partie reconstitué la colonnade du mur de scène et l'exceptionnel décor en bas-reliefs du bord de scène.

#### L'amphithéâtre
À environ 1 km, à la périphérie de la ville se trouvent les vestiges d'un amphithéâtre romain construit au IIe siècle de notre ère, qui pouvait accueillir de 10 000 à 20 000 spectateurs, selon les estimations.
Repéré et décrit pour la première fois en 1912 par Henri Méhier de Mathuisieulx, il est partiellement dégagé par Renato Bartoccini en 1924.
L'édifice est orienté est-ouest et a été construit dans une dépression artificielle, qui a peut-être servi antérieurement de carrière. Les spectateurs entraient par le haut de la cavea et pouvaient par des escaliers soit descendre et gagner une galerie souterraine qui desservait les rangées de gradins des premiers et seconds niveaux, soit monter et atteindre les gradins du troisième niveau. Douze rangées de gradins sont visibles, étagés sur plus de dix mètres de hauteur, tandis que les gradins du troisième niveau ont disparu. Ils étaient probablement en bois car il ne subsiste aucun reste de voûte en maçonnerie qui auraient soutenu des gradins en pierre.
L'arène mesure environ 45 m sur 30, et est aménagée par une tranchée en croix, permettant de faire monter bêtes ou décors. Deux portes monumentales à chaque extrémités du grand axe s'ouvrent sur l'arène, ainsi que d'autres plus petites, disposées sur le pourtour et desservies par une galerie intérieure.
Une inscription trouvée à Sabratha rappelle qu'un duumvir de la cité offrit cinq jours de spectacles avec des combats de gladiateurs.

#### La basilique
Les fouilles ont révélé quatre niveaux d'évolution du bâtiment. Au Ier siècle, la reconstruction du forum s'accompagne de l'édification sur son côté sud d'une basilique judiciaire, conforme à la description que donne Vitruve pour ce type de construction : salle de 48,5 mètres sur 26 mètres, avec un portique intérieur et une abside à une extrémité. Sous les derniers Antonins, l'édifice est agrandi pour passer à 72 mètres de long.
Durant la première moitié du Ve siècle, la basilique judiciaire est transformée en église, consacré par le placement dans l'abside du sépulcre d'un homme portant un anneau, d'un autel et l'aménagement d'un baptistère. Au VIe siècle, les Byzantins restaurent l'église en mauvais état, en réduisant ses dimensions et en refaisant une façade à trois portes.
Une nouvelle basilique est construite sous Justinien Ier, qui fait l'admiration de Procope de Césarée. Son sol a livré une mosaïque décorée d'arbres stylisés et de motifs géométriques, visible au musée.

#### Lesthermes
Situés près de la plage, les thermes ont gardé de belles mosaïques et sont dénommés thermes de l'Océan.

### Galerie

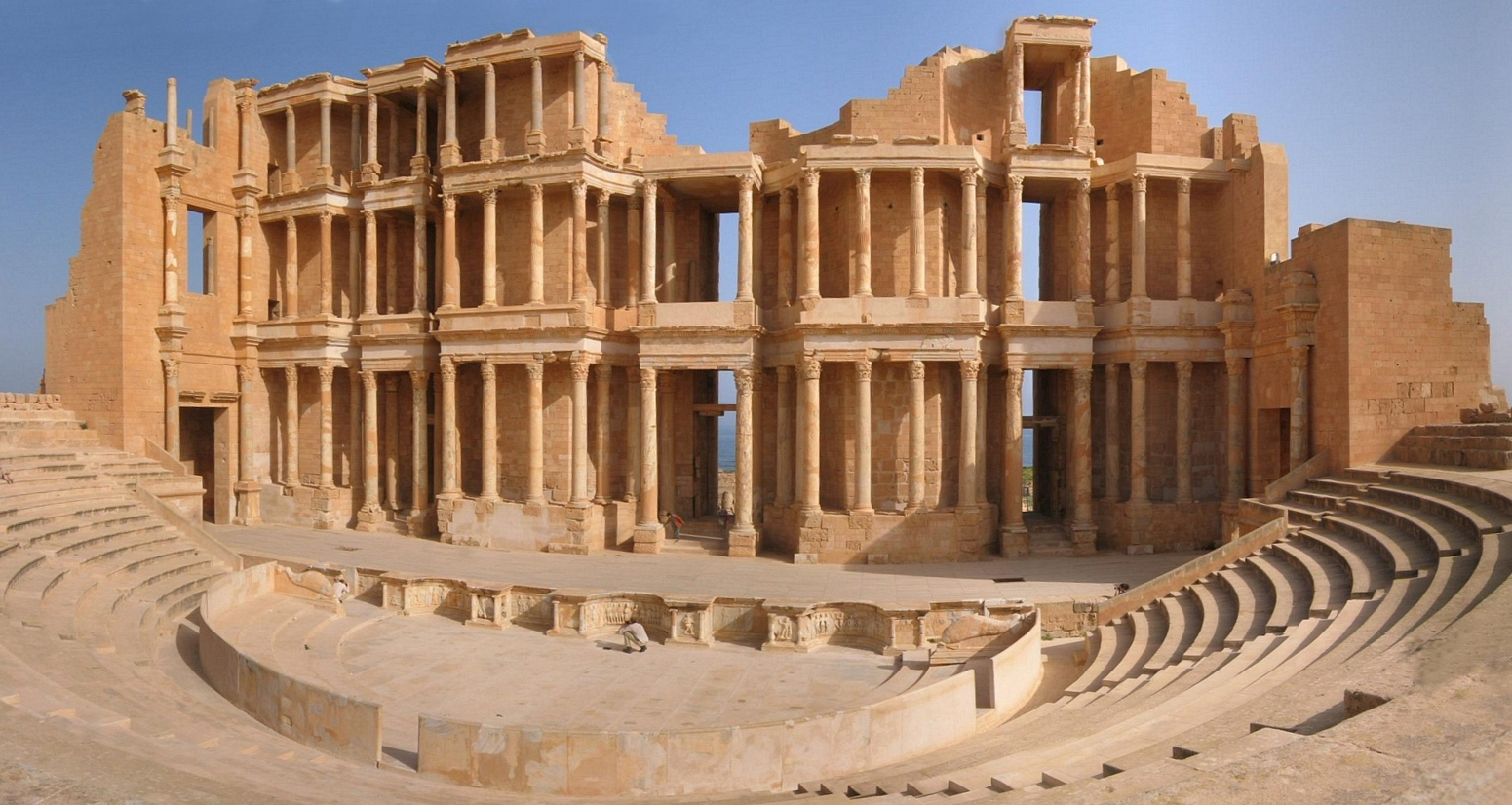
Théâtre antique
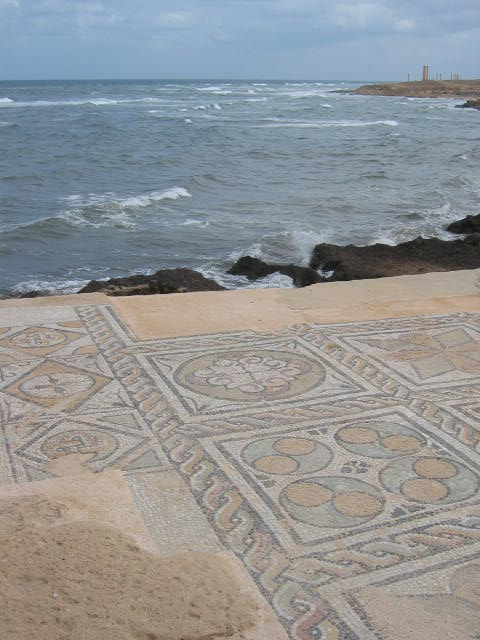
Thermes de l'océan
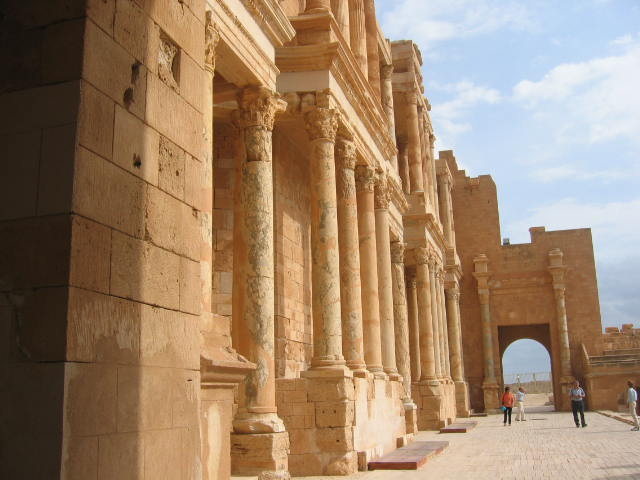
Théâtre antique, vue de la scène vers l'extérieur
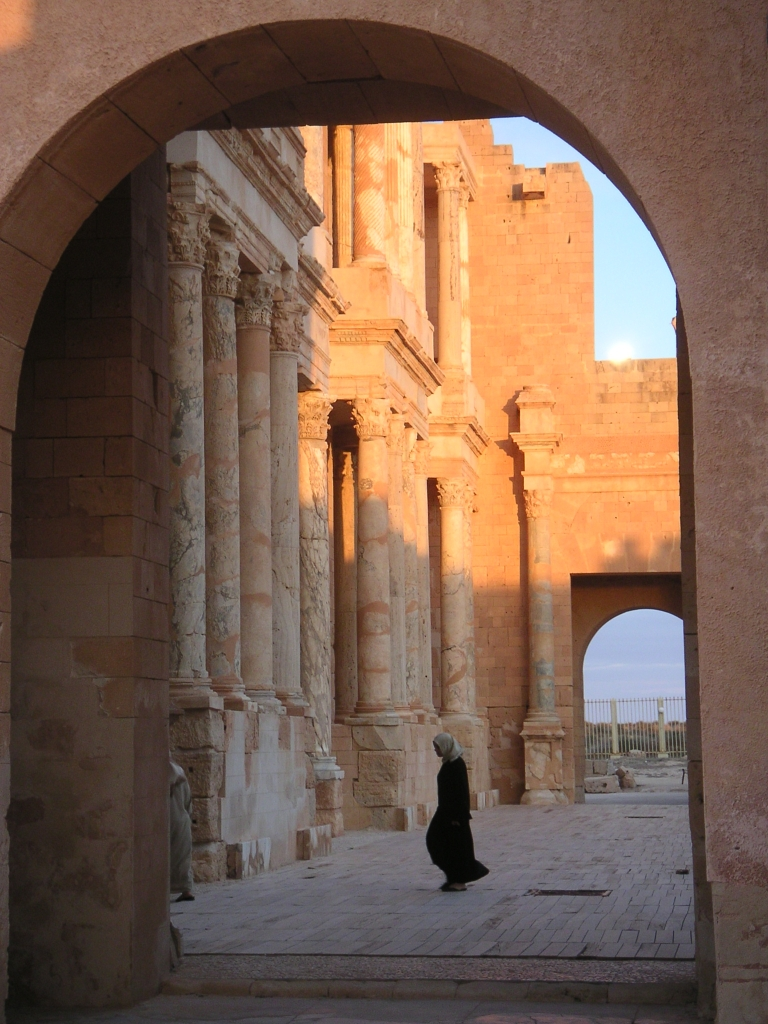
Théâtre de Sabratha, entrée latérale (ouest)
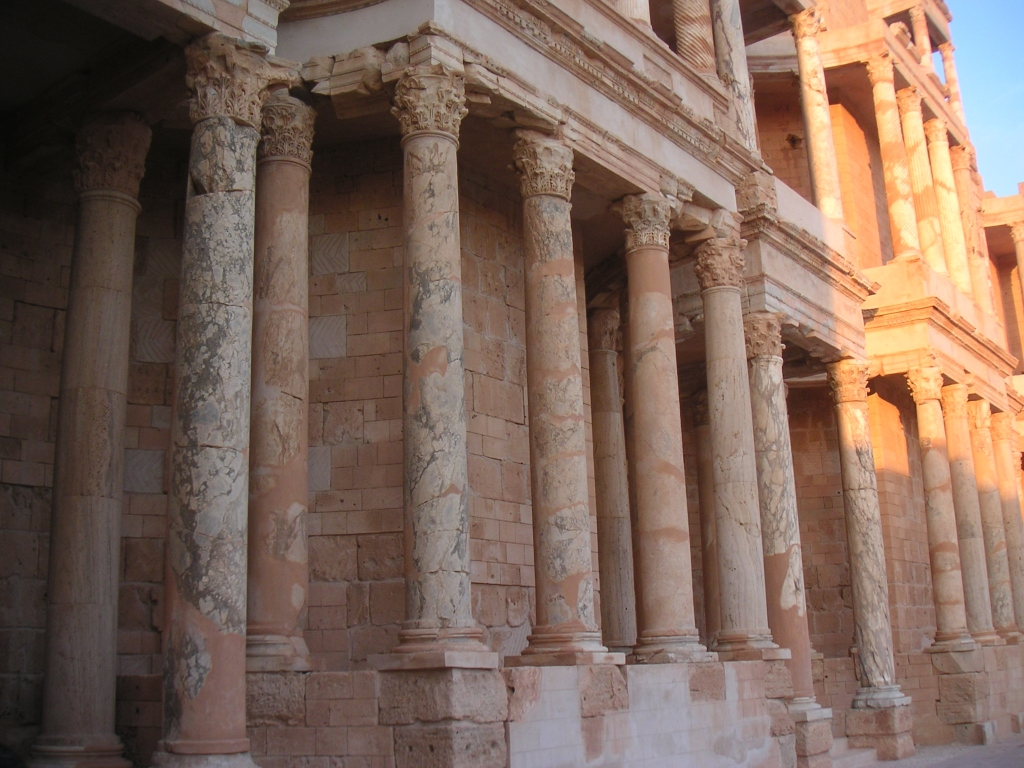
Théâtre de Sabratha, porticus post scaenam
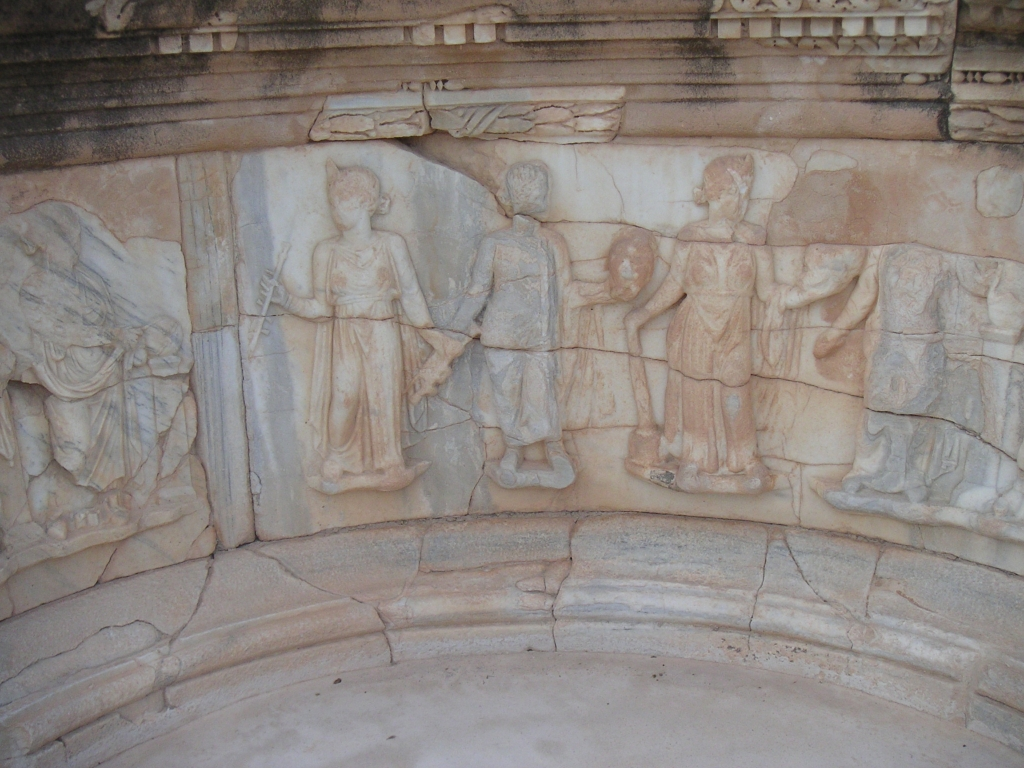
Théâtre de Sabratha, décoration du fond de l'orchestra
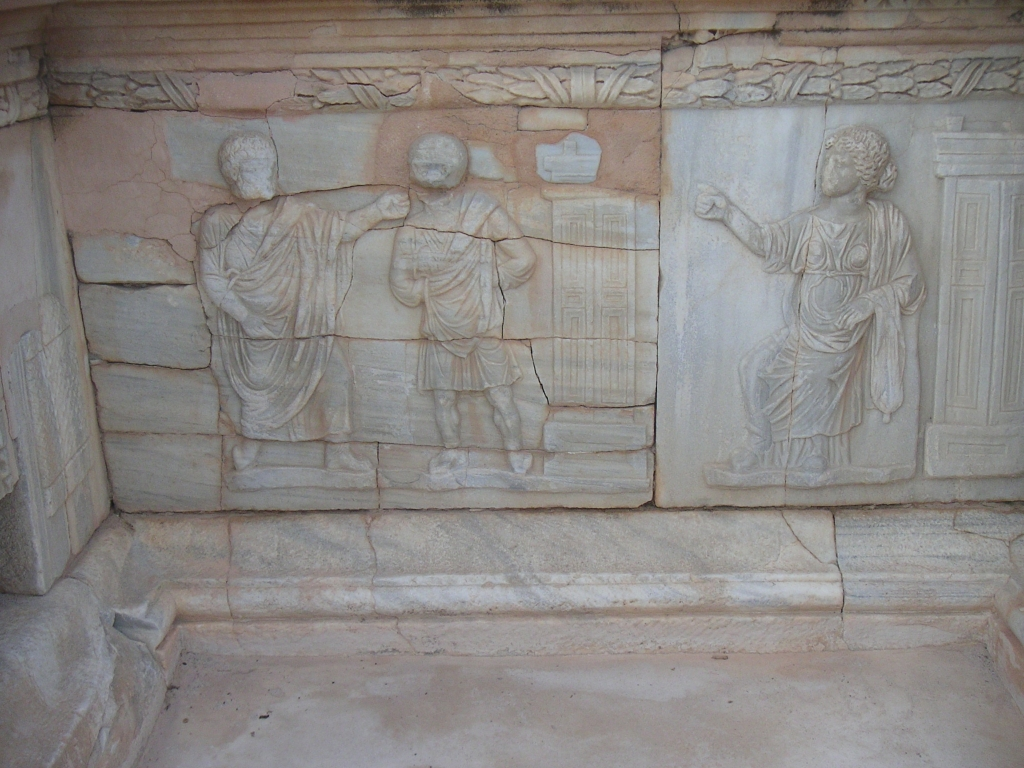
Théâtre de Sabratha, décoration du fond de l'orchestra
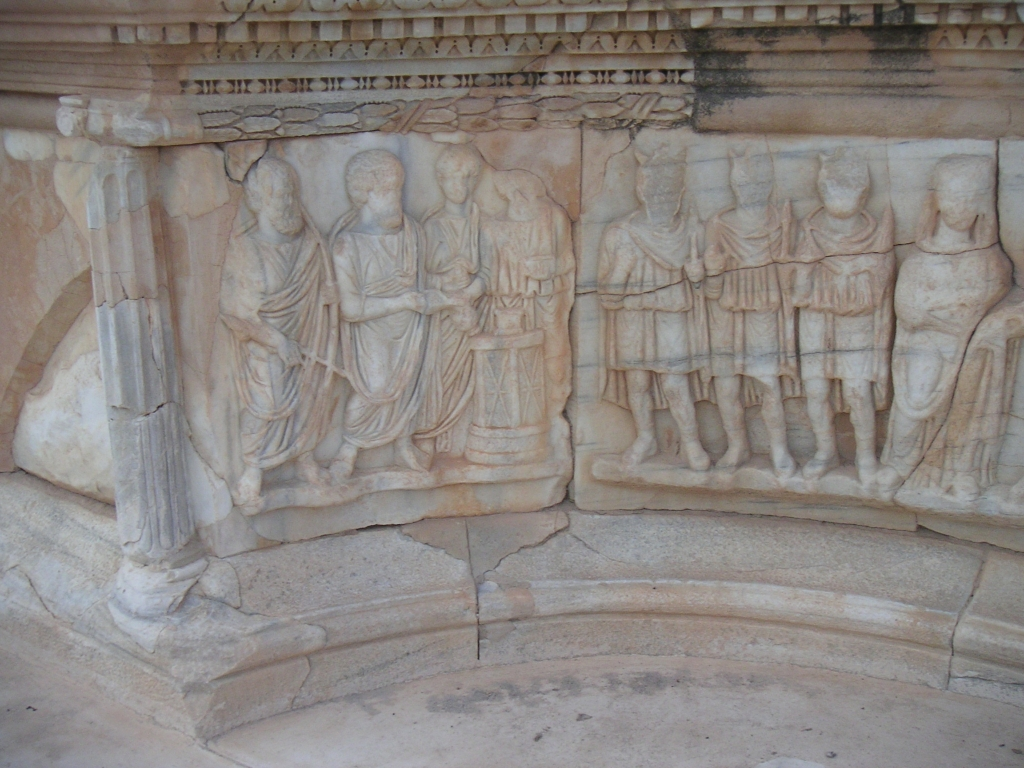
Théâtre de Sabratha, décoration du fond de l'orchestra
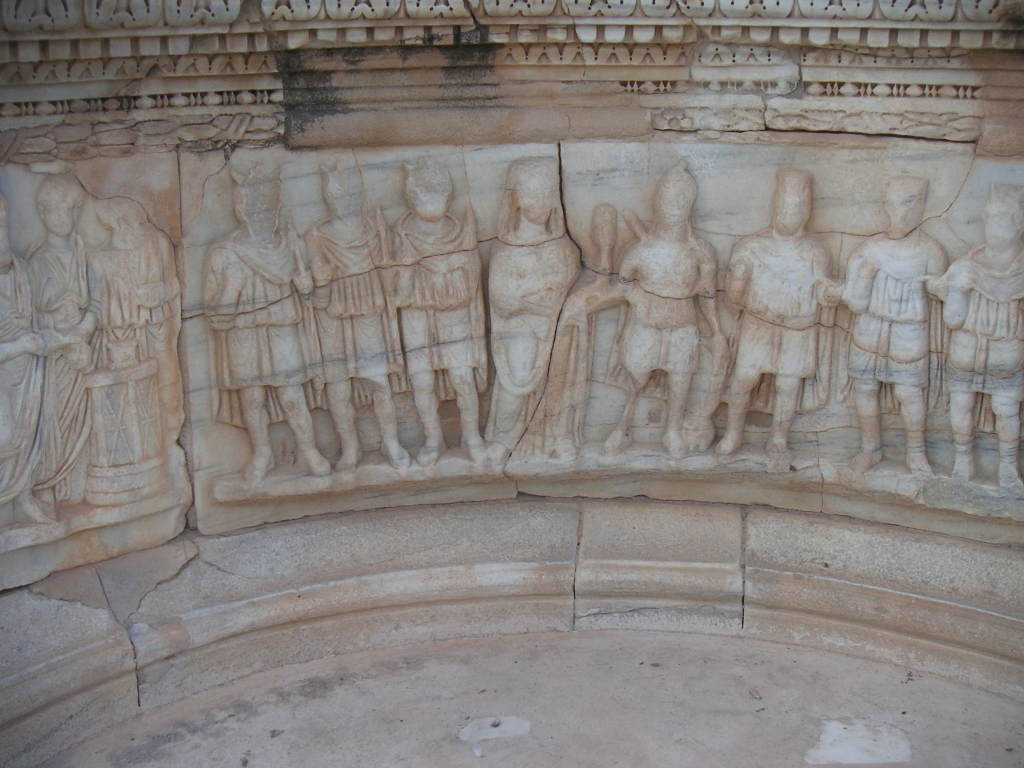
Théâtre de Sabratha, décoration du fond de l'orchestra
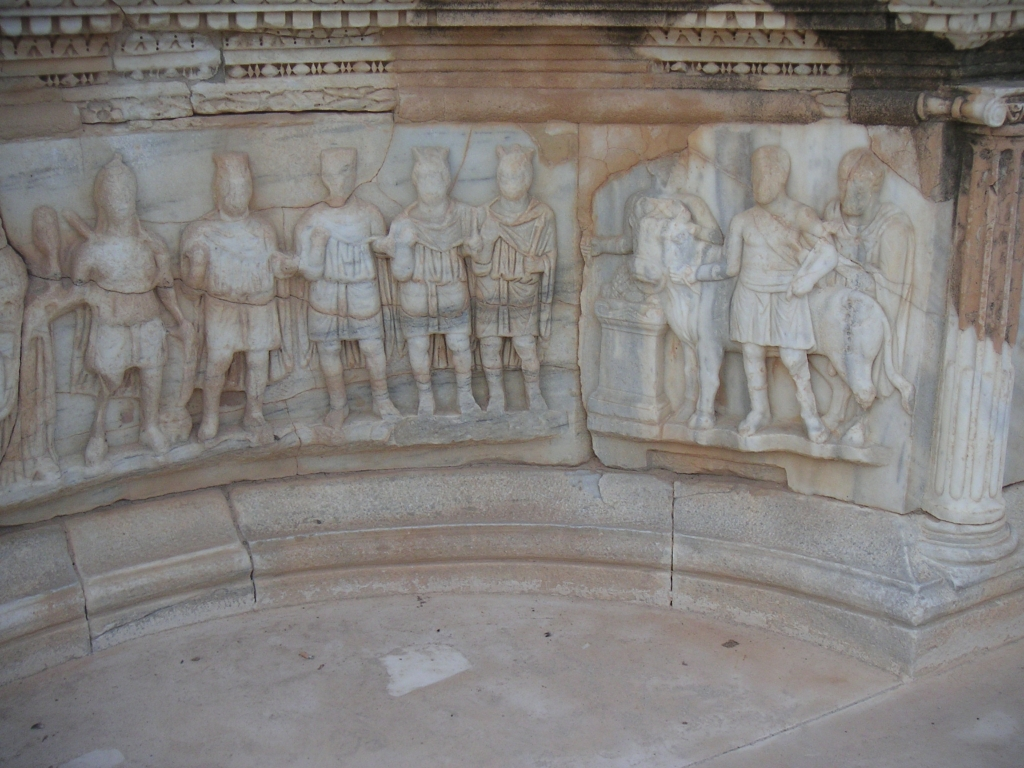
Théâtre de Sabratha, décoration du fond de l'orchestra
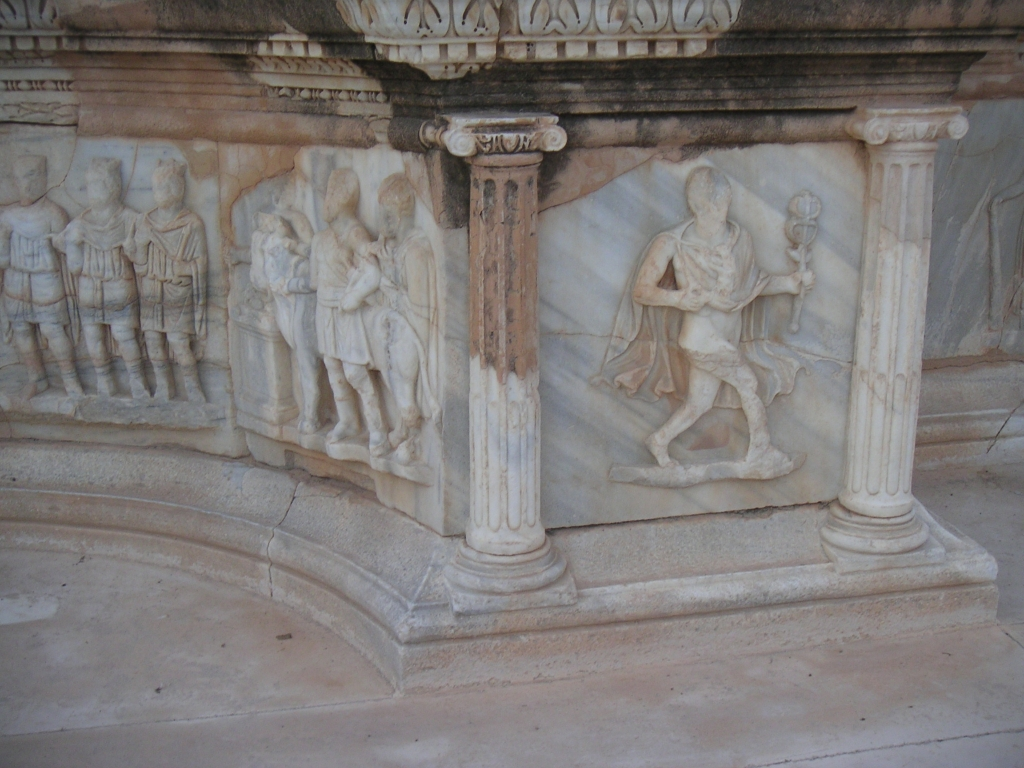
Théâtre de Sabratha, décoration du fond de l'orchestra
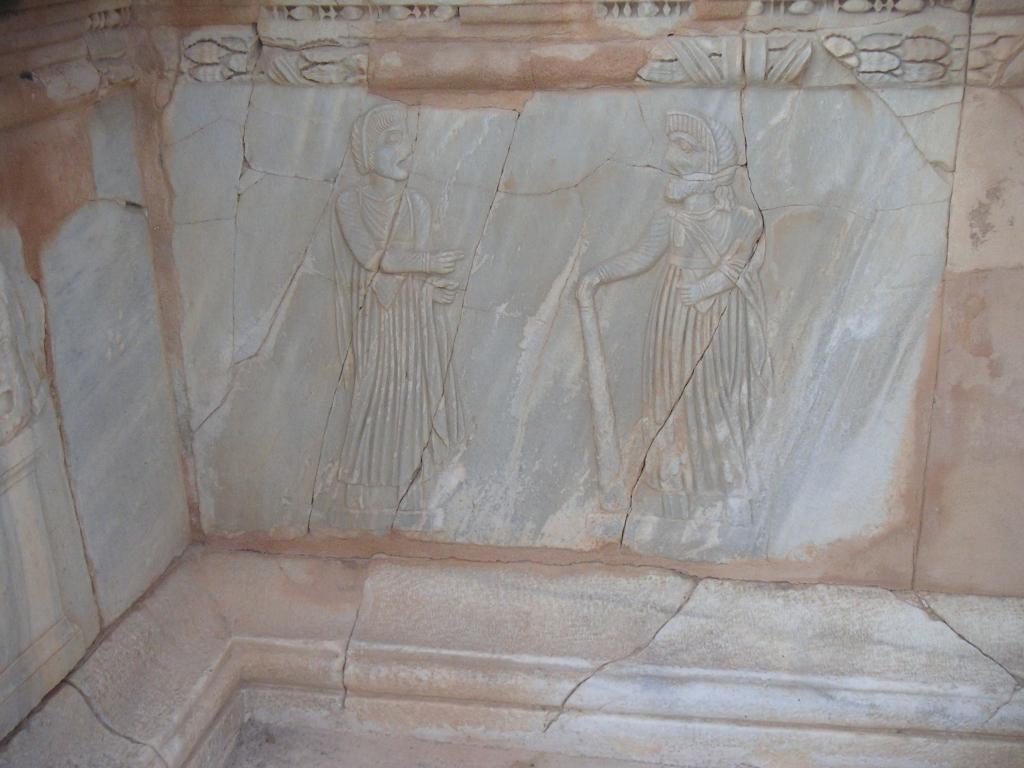
Théâtre de Sabratha, décoration du fond de l'orchestra
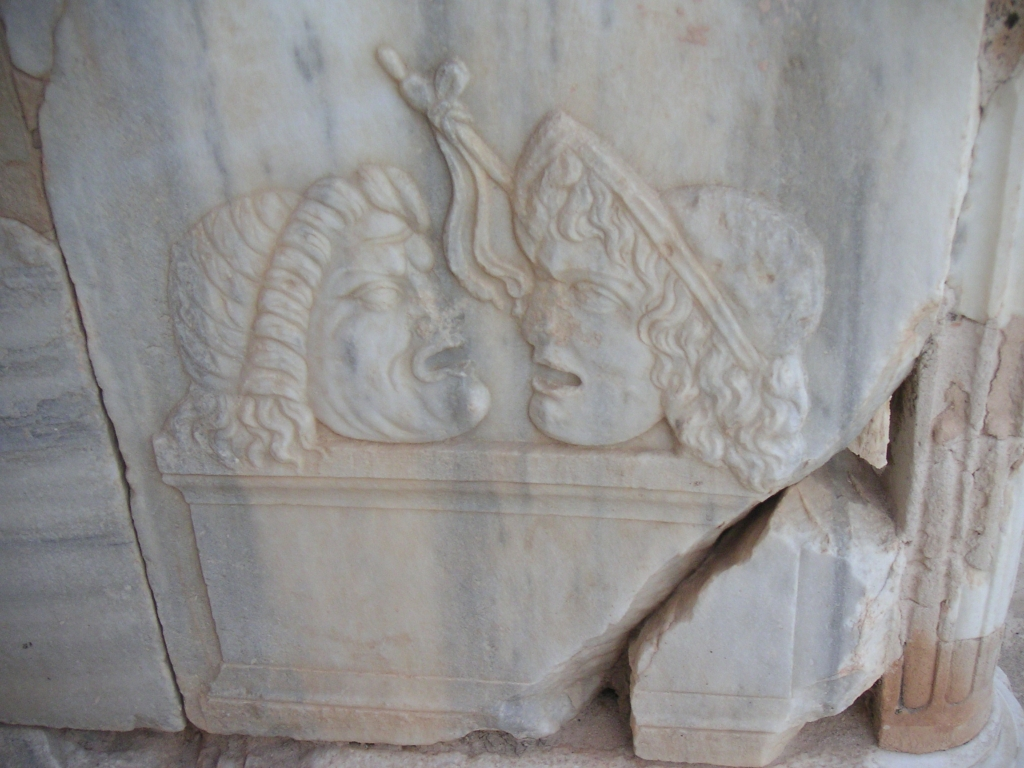
Théâtre de Sabratha, décoration du fond de l'orchestra
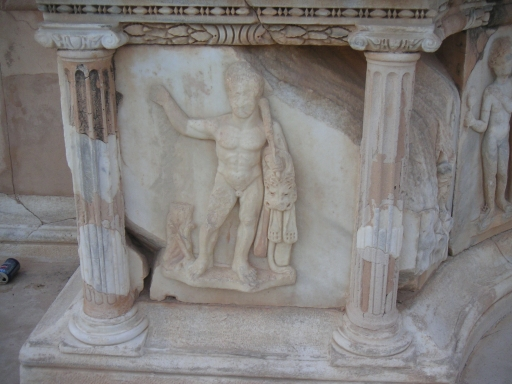
Théâtre de Sabratha, décoration du fond de l'orchestra
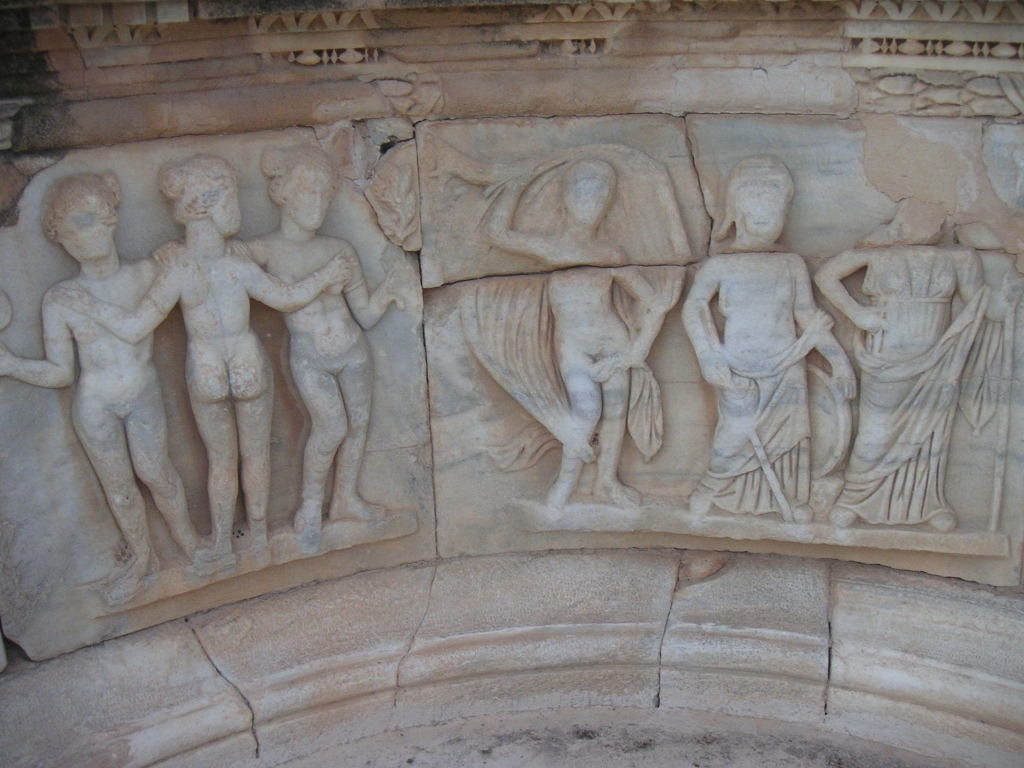
Théâtre de Sabratha, décoration du fond de l'orchestra
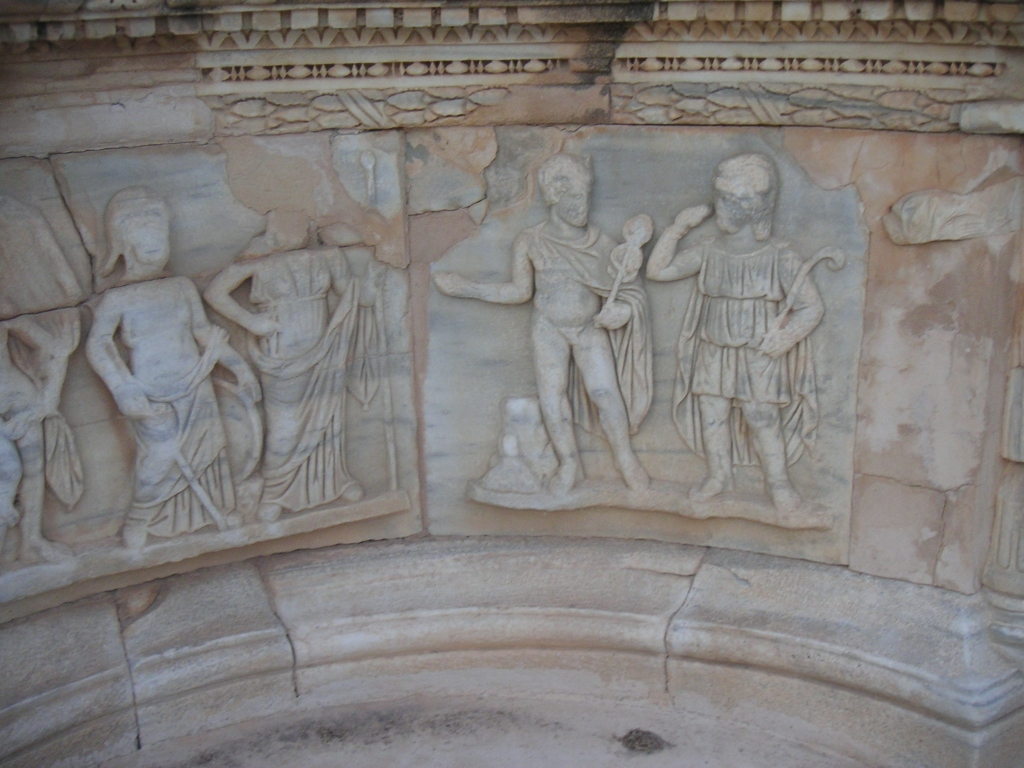
Théâtre de Sabratha, décoration du fond de l'orchestra
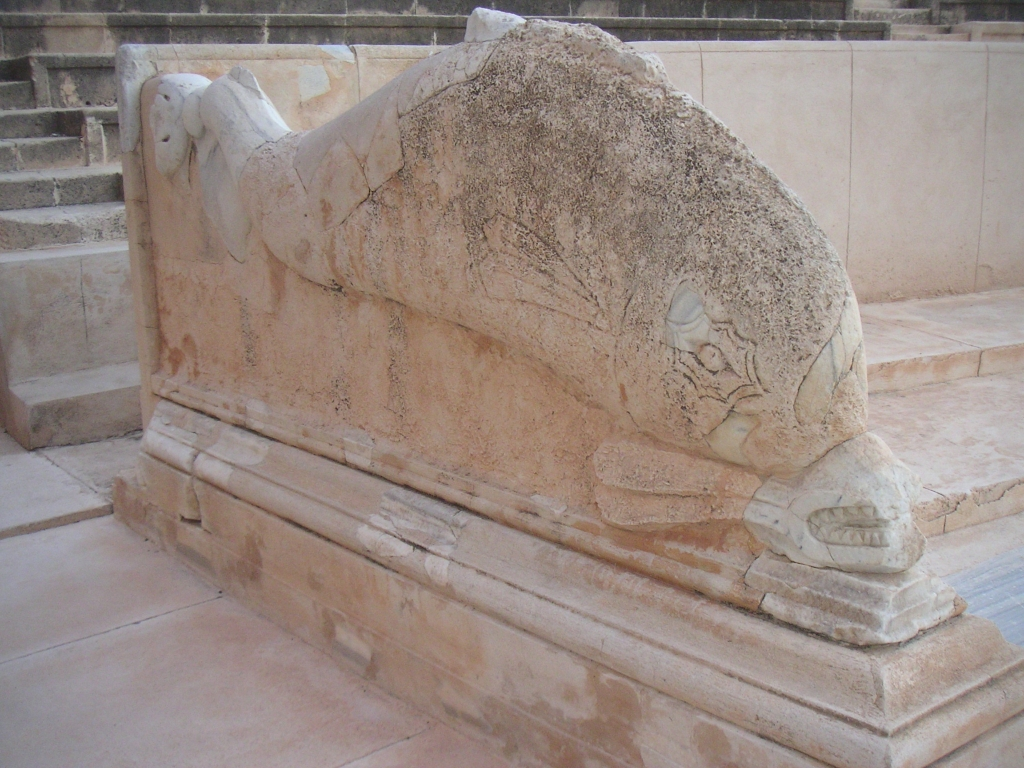
Théâtre de Sabratha, dauphin
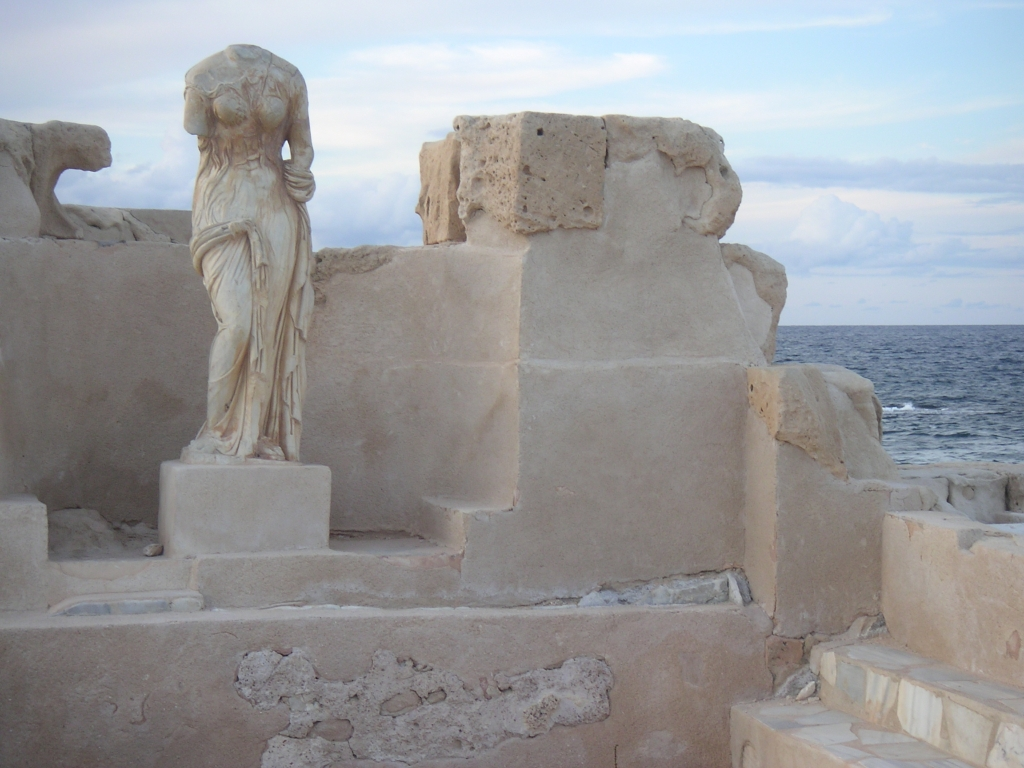
Statue antique à Sabratha
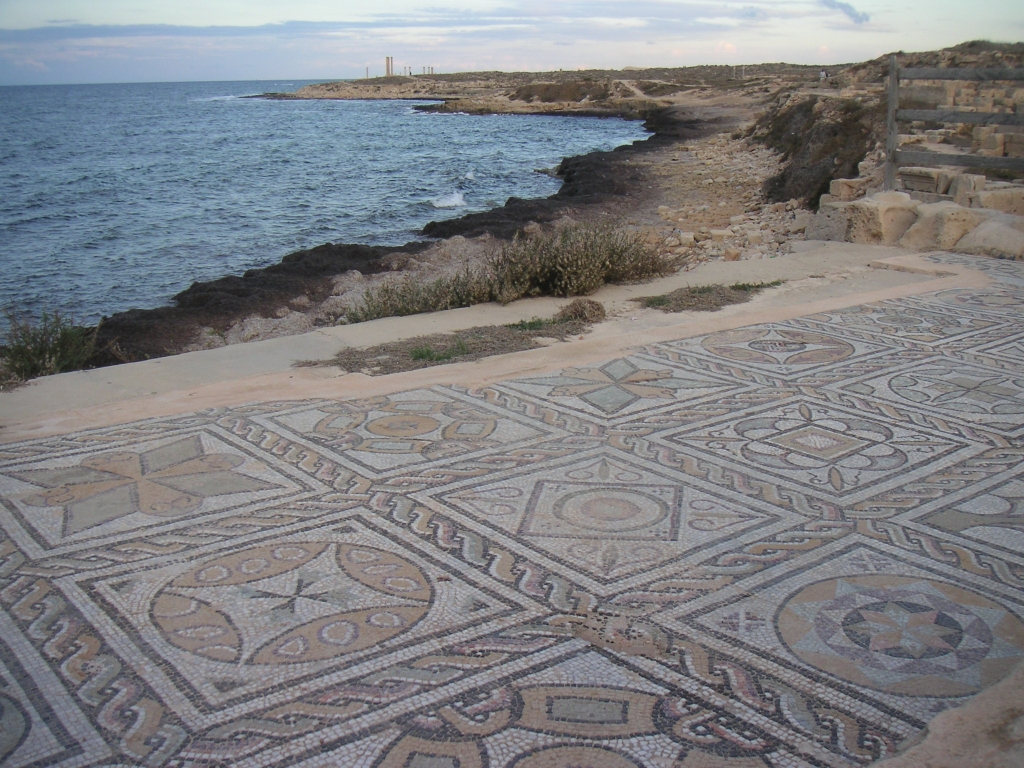
Site de Sabratha, vue vers l'est
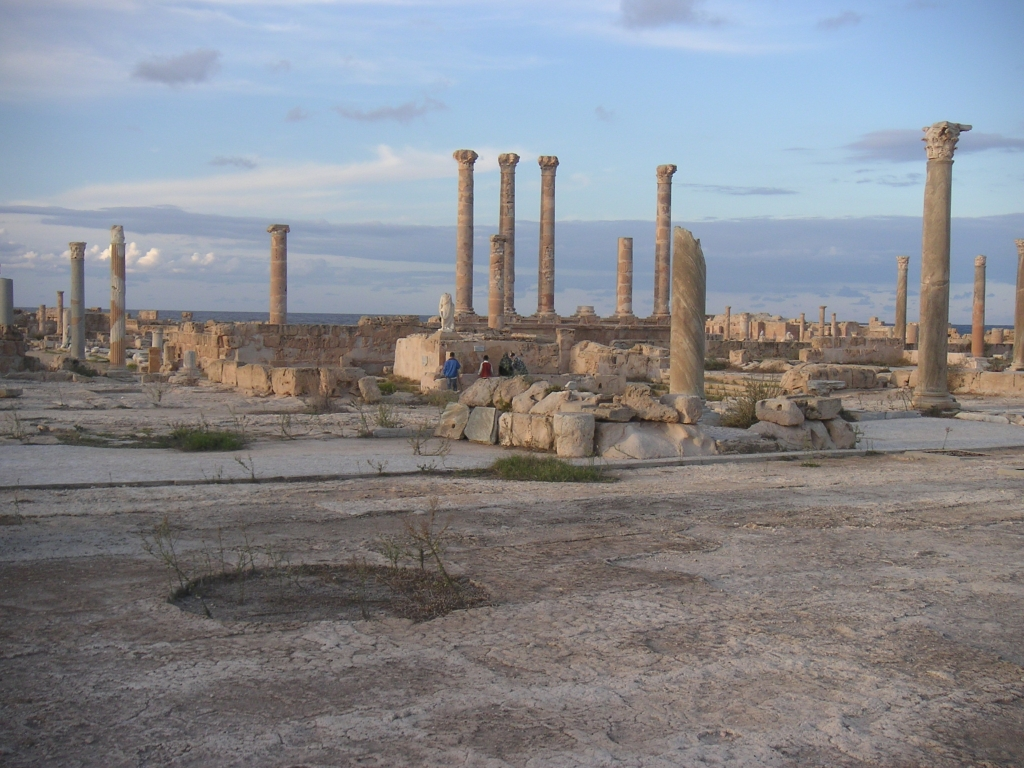
Site de Sabratha
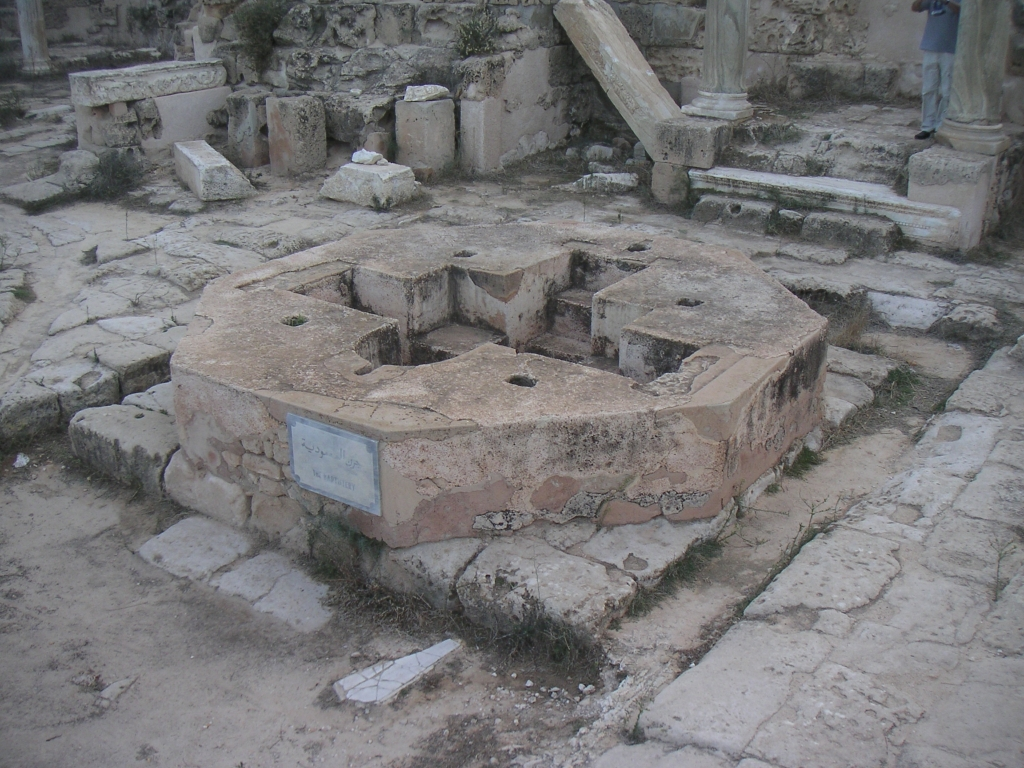
Baptistère paléochrétien à Sabratha

## Musées
Le site possède deux musées : un musée romain et un musée punique. Le premier contient les éléments retrouvés lors des fouilles des nécropoles de la cité, ainsi que des mosaïques et des statues, notamment un buste de Jupiter. Au sein du musée punique la pièce la plus intéressante est une statue représentant le dieu Bès.

## Capitale des passeurs de migrants
Dans le chaos post-Kadhafi, la région de Sabratha est devenue la principale plate-forme de départ des migrants vers l'Europe, par l'île de Lampedusa, située à moins de 300 km. Les réseaux de trafiquants ont amassé des sommes colossales en 2016 et au début de l'année 2017, avec des milliers de candidats à l'exil embarqués chaque semaine. Mais depuis fin 2017, l’État libyen aurait repris le contrôle de Sabratha. Présence de groupes armés, trafics, absence de mesures concrètes de conservation, autant de facteurs qui, outre l'action naturelle des phénomènes climatiques, menacent l'antique cité de Sabratha, inscrite sur la liste du patrimoine mondial en péril par l'Unesco en juillet 2016.